# 아미고스 포르 시엠프레
《아미고스 포르 시엠프레》(스페인어: Amigos x siempre)은 2000년 방영된 멕시코의 텔레노벨라이다.